# Pedro of Brazil
Pedro of Brazil é um jogo eletrônico no estilo Ação-aventura desenvolvido pela Quasares Game Studio, com lançamento previsto para 2026 para PlayStation 5, Windows, Xbox Series X/S e macOS.. 
É situado no Império do Brasil do século XIX, no início da Guerra da Independência do Brasil, até a Confederação Abolicionista e a Proclamação da República do Brasil, passando por grandes eventos históricos, inclusive a Guerra do Paraguai.. O jogo dá a oportunidade ao jogador de jogar e vivenciar a perspectiva de vários heróis históricos: Maria Quitéria a primeira mulher a entrar no exército brasileiro que lutou na guerra da independência do Brasil, Dom Pedro I do Brasil, André Rebouças, Duque de Caxias, Dom Pedro II do Brasil e até mesmo tomar o controle de membros da  Guarda Negra. Os personagens são controlados de forma diferente e fornecem um estilo de jogabilidade única.

## Jogabilidade
Pedro of Brazil esteve presente na Brasil Game Show, aonde foi possível conferir sua jogabilidade, mostrando uma variedade de exploração em terceira pessoa, junto de uma variedade de batalhas com armas de fogo e lutas físicas. 
Com a promessa de recriar cidades como Rio de Janeiro, São Paulo, Salvador e outras, com exploração de mundo aberto, e um grande foco na fidelidade histórica. Pedro of Brazil demonstra ser um trecho interativo da história brasileira no mundo dos jogos eletrônicos.

## Desenvolvimento e lançamento
Pedro of Brazil é um projeto de Jogo eletrônico independente sendo desenvolvido pela Quasares Game Studio.
O jogo está previsto para ser lançado em 2026, para PlayStation 5, Windows, Xbox Series X/S e macOS.

## Ligação externa
- «Site oficial em português brasileiro»
- «Site do estúdio»
- «Metacritic» (em inglês)